# Imrich Tököly
Imrich Tököly (maďarsky Thököly Imre; 25. září 1657, Kežmarok – 13. září 1705, İzmit) byl sedmihradský kníže, kníže resp. král Horních Uher, vůdce protihabsburského stavovského povstání, přezdívaný svými současníky slovenský král (maďarsky tót király) nebo kurucký král.

## Rodina
- otec – Štěpán Tököly
- matka – Mária, roz. Gyulaffy
- manželka – Helena Zrínská

## Životopis

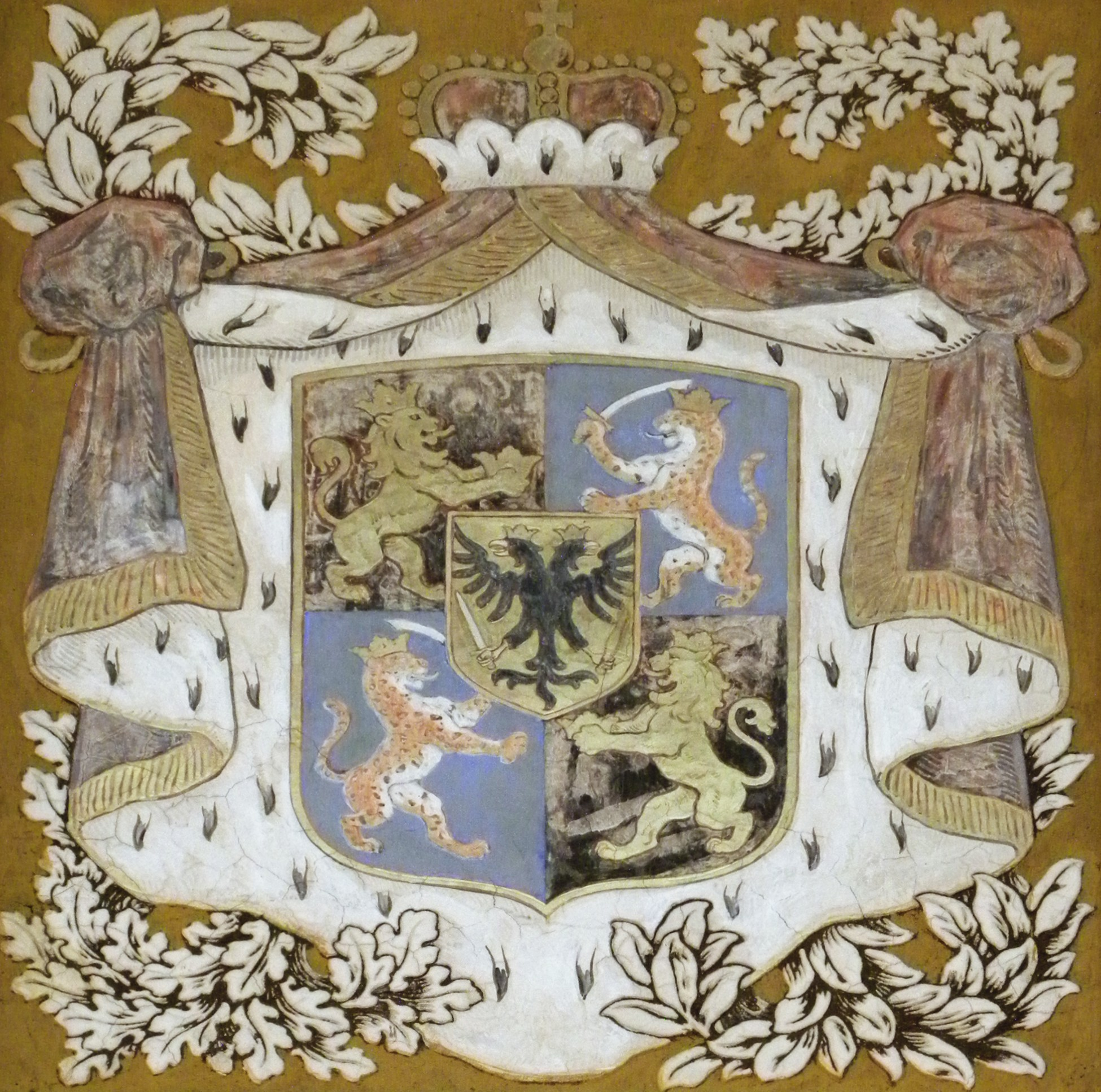
Knížecí erb Imricha Tökölyho

Roku 1667 začal studovat na evangelickém kolegiu v Prešově, roku 1670 v době obléhání Oravského hradu ujel do Sedmihradska a stal se aktivním účastníkem boje proti Habsburkům. V roce 1678–1687 se stal vůdcem stavovského povstání uherské šlechty. Od Magerlicha v Banské Bystrici v Horní ulici koupil dům, který dlouho nevlastnil. Z Banské Bystrice dal vyhnat jezuity.
V roce 1682 se stal – jako vzdoropanovník Habsburků – králem resp. knížetem (Osmanská říše ho titulovala král, on sám se označoval jako kníže) Horních Uher, vazalského státu Osmanské říše, který původně pokrýval zhruba východní a střední Slovensko (po Váh), později i západní Slovensko. V červnu 1682 se oženil v Mukačevě s Helenou Zrínskou. Po zdrcující porážce Osmanů v bitvě u Vídně bylo jím vedené povstání v letech 1683 až 1685 postupně zlikvidováno habsburskými vojsky a Tököly byl nucen uprchnout z Uher. Posádka Mukačevského hradu v čele s Helenou Zrínskou hrad bránila až do roku 1688.
V následujících letech několikrát čelil podezření ze strany Osmanů, byl dokonce i uvězněn. V roce 1688 velel osmanským jednotkám, které potlačily povstání v Čiprovcích. Poté zase vedl turecká vojska v Sedmihradsku proti Habsburkům se střídavými úspěchy.